# Zalesie (powiat olecki)
Zalesie (niem. Salleschen) – wieś w Polsce położona w województwie warmińsko-mazurskim, w powiecie oleckim, w gminie Świętajno.
Do 1954 roku miejscowość była siedzibą gminy Zalesie. W latach 1975–1998 miejscowość należała administracyjnie do województwa suwalskiego.
Wieś czynszowa założona na 20 włókach w 1567 r., gdy starosta książęcy sprzedał niejakiemu Wojtkowi Zaleskiemu (od jego nazwiska wzięła się nazwa wsi) 2 włóki boru na sołectwo, zobowiązując go do założenia wsi czynszowej. Jeszcze na początku XVII wieku mieszkała tu wyłącznie ludność polskiego pochodzenia. W XVIII wieku, miejscowość ta znajdowała się w rękach polskiej rodziny szlacheckiej Łosiów.
Na przełomie XVIII i XIX wieku powstała w Zalesiu szkoła, ale pełne prawa uzyskała dopiero w roku 1834. 0statni budynek szkolny wybudowany został w 1930 roku. W latach międzywojennych we wsi było 49 gospodarstw rolnych (w 1938 było 361 mieszkańców). Mleko odstawiano po 1929 roku do mleczarni w Gawliku Wielkim.
W ramach akcji germanizacyjnej w 1938 r. zmieniono nazwę wsi na Tannau.